# Berberodes pohli
Berberodes pohli là một loài bướm đêm trong họ Geometridae.